# Associazione Calcio Milan 2020-2021 (femminile)
Questa voce raccoglie le informazioni riguardanti la squadra femminile dell'Associazione Calcio Milan nelle competizioni ufficiali della stagione 2020-2021.

## Divise e sponsor
Lo sponsor tecnico per la stagione 2020-2021 è Puma, mentre lo sponsor ufficiale è il Banco BPM.
Eccezionalmente, nella penultima e ultima gara del campionato di Serie A contro Sassuolo e Verona, il Milan è sceso in campo con la divisa casalinga della stagione 2021-2022; lo stesso è avvenuto per l'uniforme riservata ai portieri.
| Casa | Casa (21ª-22ª Serie A) | Trasferta | Terza divisa | 1ª div. portiere | 1ª div. portiere (21ª-22ª Serie A) | 2ª div. portiere | 3ª div. portiere |

## Organigramma societario
Area sportiva
- Dirigente accompagnatore:
- Team Manager: Roberto Angioni

Area tecnica
- Allenatore: Maurizio Ganz
- Allenatore in seconda: Davide Cordone
- Preparatore atletico: Lorenzo Francini
- Preparatore dei portieri: Christian Berretta
- Videoanalista: Carlo Brevi

Area sanitaria
- Centro medico: Milan Lab
- Medico sociale: Alberto Calicchio
- Fisioterapisti: Luca Mazzarelli, Erika Rancati

## Rosa
Rosa aggiornata al 14 novembre 2020..
| N. |                                 | Ruolo | Calciatrice                   |
| -- | ------------------------------- | ----- | ----------------------------- |
| 1  | Italia (bandiera)               | P     | Alessia Piazza                |
| 4  | Giappone (bandiera)             | C     | Yui Hasegawa                  |
| 6  | Italia (bandiera)               | D     | Laura Fusetti                 |
| 7  | Italia (bandiera)               | A     | Valentina Bergamaschi         |
| 8  | Danimarca (bandiera)            | C     | Caroline Rask                 |
| 9  | Italia (bandiera)               | A     | Valentina Giacinti (capitano) |
| 10 | Inghilterra (bandiera)          | A     | Natasha Dowie                 |
| 11 | Scozia (bandiera)               | C     | Christy Grimshaw              |
| 12 | Slovacchia (bandiera)           | P     | Mária Korenčiová              |
| 13 | Italia (bandiera)               | D     | Federica Rizza                |
| 14 | Bosnia ed Erzegovina (bandiera) | C     | Lidija Kuliš                  |
| 15 | Sudafrica (bandiera)            | C     | Refiloe Jane                  |
| 17 | Slovenia (bandiera)             | C     | Dominika Čonč                 |
| 19 | Italia (bandiera)               | C     | Carolina Morleo               |

| N. |                        | Ruolo | Calciatrice               |
| -- | ---------------------- | ----- | ------------------------- |
| 20 | Paesi Bassi (bandiera) | P     | Selena Babb               |
| 21 | Italia (bandiera)      | D     | Giorgia Spinelli          |
| 22 | Italia (bandiera)      | A     | Deborah Salvatori Rinaldi |
| 23 | Italia (bandiera)      | A     | Miriam Longo              |
| 24 | Italia (bandiera)      | D     | Maria Vittoria Nano       |
| 27 | Italia (bandiera)      | D     | Linda Tucceri Cimini      |
| 28 | Italia (bandiera)      | A     | Sara Tamborini            |
| 29 | Italia (bandiera)      | A     | Anita Coda                |
| 33 | Italia (bandiera)      | D     | Francesca Vitale          |
| 36 | Francia (bandiera)     | D     | Laura Agard               |
| 87 | Spagna (bandiera)      | C     | Verónica Boquete          |
| 88 | Italia (bandiera)      | C     | Claudia Mauri             |
| 91 | Germania (bandiera)    | C     | Julia Šimić               |

## Calciomercato

### Sessione estiva
| Acquisti | Acquisti         | Acquisti          | Acquisti      |
| R.       | Nome             | da                | Modalità      |
| -------- | ---------------- | ----------------- | ------------- |
| P        | Selena Babb      | Huelva            | definitivo    |
| D        | Laura Agard      | Fiorentina        | definitivo    |
| D        | Giorgia Spinelli | Stade Reims       | definitivo    |
| C        | Christy Grimshaw | Metz              | definitivo    |
| C        | Julia Šimić      | West Ham          | definitivo    |
| C        | Caroline Rask    | Fortuna Hjørring  | definitivo    |
| A        | Natasha Dowie    | Melbourne Victory | definitivo    |
| A        | Anita Coda       | Napoli            | fine prestito |

| Cessioni | Cessioni                      | Cessioni            | Cessioni      |
| R.       | Nome                          | a                   | Modalità      |
| -------- | ----------------------------- | ------------------- | ------------- |
| P        | Francesca Zanzi               |                     | svincolata    |
| D        | Mónica Mendes                 | Sporting Lisbona    | svincolata    |
| D        | Stine Hovland                 |                     | svincolata    |
| D        | Sandra Žigić                  | Orobica             | svincolata    |
| D        | Raffaella Manieri             |                     | svincolata    |
| C        | Mia Bellucci                  |                     | svincolata    |
| C        | Martina Capelli               |                     | ritiro        |
| C        | Marta Carissimi               |                     | ritiro        |
| C        | Nora Heroum                   | Brighton & Hove     | svincolata    |
| A        | Berglind Björg Þorvaldsdóttir | Breiðablik          | fine prestito |
| A        | Lady Andrade                  | Deportivo La Coruña | svincolata    |
| A        | Pamela Begič                  | Huelva              | svincolata    |
| A        | Anita Coda                    | Cittadella          | prestito      |

### Operazioni successive alla sessione estiva
| Acquisti | Acquisti         | Acquisti    | Acquisti   |
| R.       | Nome             | da          | Modalità   |
| -------- | ---------------- | ----------- | ---------- |
| C        | Verónica Boquete | Utah Royals | definitivo |

| Cessioni | Cessioni | Cessioni | Cessioni |
| R.       | Nome     | a        | Modalità |
| -------- | -------- | -------- | -------- |

### Sessione invernale
| Acquisti | Acquisti         | Acquisti           | Acquisti      |
| R.       | Nome             | da                 | Modalità      |
| -------- | ---------------- | ------------------ | ------------- |
| D        | Guðný Árnadóttir | Valur              | definitivo    |
| C        | Yui Hasegawa     | Tokyo Verdy Beleza | definitivo    |
| A        | Anita Coda       | Cittadella         | fine prestito |

| Cessioni | Cessioni         | Cessioni | Cessioni    |
| R.       | Nome             | a        | Modalità    |
| -------- | ---------------- | -------- | ----------- |
| D        | Guðný Árnadóttir | Napoli   | in prestito |

## Risultati

### Serie A

#### Girone di andata
| Arbitro: | Bordin (Bassano del Grappa) |

|           |           |  |
| Longo 15’ | Marcatori |  |

| Arbitro: | Arace (Lugo) |

|  |           |                                            |
|  | Marcatori | 12’ Agard 30’, 45’ Grimshaw 51’, 81’ Dowie |

| Arbitro: | Kumara (Verona) |

|                            |           |          |
| Giacinti 4’, 57’ Dowie 24’ | Marcatori | 78’ Soro |

| Arbitro: | Marcenaro (Genova) |

|  |           |                    |
|  | Marcatori | 12’ (rig.) Girelli |

| Arbitro: | Maranesi (Ciampino) |

|  |           |                                            |
|  | Marcatori | 23’ Jane 81’ Giacinti 90+1’ Tucceri Cimini |

| Arbitro: | Marotta (Sapri) |

|                                     |           |              |
| Dowie 5’, 29’ Giacinti 32’ Čonč 48’ | Marcatori | 7’ Marinelli |

| Arbitro: | Galipo' (Firenze) |

|                    |           |                          |
| Goldoni 84’ (rig.) | Marcatori | 16’ (rig.), 55’ Giacinti |

| Arbitro: | Perenzoni (Rovereto) |

|                     |           |  |
| Giacinti 70’ (rig.) | Marcatori |  |

| Arbitro: | Feliciani (Teramo) |

|  |           |             |
|  | Marcatori | 8’ Spinelli |

| Arbitro: | Ricci (Firenze) |

|                           |           |  |
| Giacinti 56’ Spinelli 76’ | Marcatori |  |

| Arbitro: | Maranesi (Ciampino) |

|  |           |           |
|  | Marcatori | 23’ Dowie |

#### Girone di ritorno
| Arbitro: | Petrella (Viterbo) |

|               |           |                  |
| Anghileri 39’ | Marcatori | 4’, 65’ Giacinti |

| Arbitro: | Ancora (Roma 1) |

|                                             |           |                    |
| Spinelli 55’ Dowie 61’, 78’ Tamborini 90+3’ | Marcatori | 50’ (rig.) Corazzi |

| Arbitro: | Acanfora (Castellammare di Stabia) |

|              |           |                                                              |
| Helmvall 75’ | Marcatori | 6’ Bergamaschi 21’, 88’ Giacinti 23’ Dowie 31’, 60’ Hasegawa |

| Arbitro: | Feliciani (Teramo) |

|                                                  |           |  |
| Bonansea 8’ Hurtig 26’ Stašková 83’ Caruso 90+2’ | Marcatori |  |

| Arbitro: | Perri (Roma 1) |

|           |           |  |
| Dowie 63’ | Marcatori |  |

| Arbitro: | Fiero (Pistoia) |

|            |           |                                    |
| Møller 11’ | Marcatori | 15’, 33’ (rig.), 38’, 65’ Giacinti |

| Arbitro: | Delrio (Reggio Emilia) |

|                                                     |           |  |
| Bergamaschi 21’ Hasegawa 24’ Dowie 43’ Giacinti 52’ | Marcatori |  |

| Roma 1º maggio 2021, ore 15:00 CEST 19ª giornata | Roma                | 0 – 0 referto | Milan | Stadio Tre Fontane\| Arbitro: \| Angelucci (Foligno) \| |
| Arbitro:                                         | Angelucci (Foligno) |               |       |                                                         |

| Arbitro: | Grasso (Ariano Irpino) |

|                     |           |                                     |
| Giacinti 62’ (rig.) | Marcatori | 8’ Sabatino 49’ Baldi 81’ Vigilucci |

| Sassuolo 15 maggio 2021, ore 12:30 CEST 21ª giornata | Sassuolo           | 0 – 0 referto | Milan | Stadio Enzo Ricci\| Arbitro: \| Virgilio (Trapani) \| |
| Arbitro:                                             | Virgilio (Trapani) |               |       |                                                       |

| Arbitro: | Andreano (Prato) |

|                         |           |                          |
| Dowie 38’ Tamborini 73’ | Marcatori | 13’ Jelenčić 67’ Susanna |

### Coppa Italia
| Arbitro: | Bianchini (Terni) |

|  |           |                           |
|  | Marcatori | 28’ Spinelli 68’ Giacinti |

| Arbitro: | Pirriatore (Bologna) |

|  |           |                                                              |
|  | Marcatori | 11’, 54’ (rig.) Giacinti 45’ (aut.) Salvi 90’ Tucceri Cimini |

| Arbitro: | Di Marco (Ciampino) |

|                 |           |              |
| Philtjens 90+1’ | Marcatori | 43’ Giacinti |

| Milano 13 febbraio 2021, ore 14:30 CET Quarti di finale - Ritorno | Milan           | 0 – 0 referto | Sassuolo | Centro sportivo Vismara\| Arbitro: \| Marotta (Sapri) \| |
| Arbitro:                                                          | Marotta (Sapri) |               |          |                                                          |

| Arbitro: | Ricci (Firenze) |

|                         |           |              |
| Marinelli 4’ Møller 12’ | Marcatori | 14’ Giacinti |

| Arbitro: | Ferrieri Caputi (Livorno) |

|                                |           |                            |
| Boquete 8’, 14’ Dowie 79’, 86’ | Marcatori | 60’ Marinelli 90+1’ Møller |

| Arbitro: | Marotta (Sapri) |

|                                       |                      |                                     |
| Boquete Agard Grimshaw Tucceri Cimini | Tiri di rigore 1 – 3 | Giugliano Serturini Linari Bernauer |

### Supercoppa italiana
| Arbitro: | Miele (Nola) |

|                   |           |             |
| Kim 56’ Quinn 65’ | Marcatori | 6’ Giacinti |

## Statistiche

### Statistiche di squadra
| Competizione        | Punti | In casa | In casa | In casa | In casa | In casa | In casa | In trasferta | In trasferta | In trasferta | In trasferta | In trasferta | In trasferta | Totale | Totale | Totale | Totale | Totale | Totale | DR  |
| Competizione        | Punti | G       | V       | N       | P       | Gf      | Gs      | G            | V            | N            | P            | Gf           | Gs           | G      | V      | N      | P      | Gf     | Gs     | DR  |
| ------------------- | ----- | ------- | ------- | ------- | ------- | ------- | ------- | ------------ | ------------ | ------------ | ------------ | ------------ | ------------ | ------ | ------ | ------ | ------ | ------ | ------ | --- |
| Serie A             | 51    | 11      | 8       | 1       | 2       | 23      | 9       | 11           | 8            | 2            | 1            | 24           | 8            | 22     | 16     | 3      | 3      | 47     | 17     | +30 |
| Coppa Italia        | -     | 2       | 1       | 1       | 0       | 4       | 2       | 4            | 2            | 1            | 1            | 8            | 3            | 7      | 3      | 3      | 1      | 12     | 5      | +7  |
| Supercoppa italiana | -     | 0       | 0       | 0       | 0       | 0       | 0       | 0            | 0            | 0            | 0            | 0            | 0            | 1      | 0      | 0      | 1      | 1      | 2      | -1  |
| Totale              | -     | 13      | 9       | 2       | 2       | 27      | 11      | 15           | 10           | 3            | 2            | 32           | 11           | 30     | 19     | 6      | 5      | 60     | 25     | +35 |

### Andamento in campionato
| Giornata  | 1 | 2 | 3 | 4 | 5 | 6 | 7 | 8 | 9 | 10 | 11 | 12 | 13 | 14 | 15 | 16 | 17 | 18 | 19 | 20 | 21 | 22 |
| --------- | - | - | - | - | - | - | - | - | - | -- | -- | -- | -- | -- | -- | -- | -- | -- | -- | -- | -- | -- |
| Luogo     | C | T | C | C | T | C | T | C | T | C  | T  | T  | C  | T  | T  | C  | T  | C  | T  | C  | T  | C  |
| Risultato | V | V | V | P | V | V | V | V | V | V  | V  | V  | V  | V  | P  | V  | V  | V  | N  | P  | N  | N  |
| Posizione | 1 | 1 | 1 | 3 | 3 | 3 | 2 | 2 | 2 | 2  | 2  | 2  | 2  | 2  | 2  | 2  | 2  | 2  | 2  | 2  | 2  | 2  |

Legenda:

Luogo: C = Casa; T = Trasferta. Risultato: V = Vittoria; N = Pareggio; P = Sconfitta.

### Statistiche delle giocatrici
| Giocatore            | Serie A  | Serie A | Serie A     | Serie A    | Coppa Italia | Coppa Italia | Coppa Italia | Coppa Italia | Supercoppa italiana | Supercoppa italiana | Supercoppa italiana | Supercoppa italiana | Totale   | Totale | Totale      | Totale     |
| Giocatore            | Presenze | Reti    | Ammonizioni | Espulsioni | Presenze     | Reti         | Ammonizioni  | Espulsioni   | Presenze            | Reti                | Ammonizioni         | Espulsioni          | Presenze | Reti   | Ammonizioni | Espulsioni |
| -------------------- | -------- | ------- | ----------- | ---------- | ------------ | ------------ | ------------ | ------------ | ------------------- | ------------------- | ------------------- | ------------------- | -------- | ------ | ----------- | ---------- |
| L. Agard             | 22       | 1       | 1           | 0          | 7            | 0            | 1            | 0            | 1                   | 0                   | 0                   | 0                   | 30       | 1      | 2           | 0          |
| S. Babb              | 2        | -1      | 1           | 0          | 1            | 0            | 0            | 0            | -                   | -                   | -                   | -                   | 3        | -1     | 1           | 0          |
| V. Bergamaschi       | 19       | 2       | 1           | 0          | 7            | 0            | 1            | 0            | 1                   | 0                   | 0                   | 0                   | 27       | 2      | 2           | 0          |
| V. Boquete           | 14       | 0       | 2           | 0          | 5            | 2            | 1            | 0            | 1                   | 0                   | 0                   | 0                   | 20       | 2      | 3           | 0          |
| A. Coda              | 1        | 0       | 0           | 0          | 0            | 0            | 0            | 0            | -                   | -                   | -                   | -                   | 1        | 0      | 0           | 0          |
| D. Čonč              | 11       | 1       | 1           | 0          | 3            | 0            | 0            | 0            | 1                   | 0                   | 0                   | 0                   | 15       | 1      | 1           | 0          |
| N. Dowie             | 21       | 12      | 0           | 0          | 7            | 2            | 1            | 0            | 1                   | 0                   | 0                   | 0                   | 29       | 14     | 1           | 0          |
| L. Fusetti           | 20       | 0       | 0           | 0          | 7            | 0            | 0            | 0            | 1                   | 0                   | 1                   | 0                   | 28       | 0      | 1           | 0          |
| V. Giacinti          | 21       | 18      | 3           | 0          | 7            | 5            | 1            | 0            | 1                   | 1                   | 0                   | 0                   | 29       | 24     | 4           | 0          |
| C. Grimshaw          | 20       | 2       | 0           | 0          | 5            | 0            | 1            | 0            | 1                   | 0                   | 0                   | 0                   | 26       | 2      | 1           | 0          |
| Y. Hasegawa          | 9        | 3       | 0           | 0          | 4            | 0            | 0            | 0            | -                   | -                   | -                   | -                   | 13       | 3      | 0           | 0          |
| R. Jane              | 17       | 1       | 0           | 0          | 4            | 0            | 0            | 0            | 1                   | 0                   | 0                   | 0                   | 22       | 1      | 0           | 0          |
| M. Korenčiová        | 20       | -11     | 0           | 1          | 5            | -4           | 1            | 0            | 1                   | -2                  | 0                   | 0                   | 26       | -17    | 1           | 1          |
| L. Kuliš             | 9        | 0       | 1           | 0          | 3            | 0            | 0            | 0            | -                   | -                   | -                   | -                   | 12       | 0      | 1           | 0          |
| M. Longo             | 5        | 1       | 0           | 0          | -            | -            | -            | -            | -                   | -                   | -                   | -                   | 5        | 1      | 0           | 0          |
| C. Mauri             | 12       | 0       | 1           | 0          | 5            | 0            | 2            | 0            | 0                   | 0                   | 0                   | 0                   | 17       | 0      | 3           | 0          |
| C. Morleo            | 1        | 0       | 0           | 0          | 2            | 0            | 0            | 0            | -                   | -                   | -                   | -                   | 3        | 0      | 0           | 0          |
| M.V. Nano            | 1        | 0       | 0           | 0          | 1            | 0            | 0            | 0            | -                   | -                   | -                   | -                   | 2        | 0      | 0           | 0          |
| A. Piazza            | 3        | -4      | 0           | 0          | 1            | 0            | 0            | 0            | 0                   | 0                   | 0                   | 0                   | 4        | -4     | 0           | 0          |
| C. Rask              | 9        | 0       | 2           | 0          | 2            | 0            | 0            | 0            | 0                   | 0                   | 0                   | 0                   | 11       | 0      | 2           | 0          |
| F. Rizza             | 13       | 0       | 0           | 0          | 3            | 0            | 0            | 0            | 1                   | 0                   | 0                   | 0                   | 17       | 0      | 0           | 0          |
| D. Salvatori Rinaldi | 10       | 0       | 0           | 0          | 2            | 0            | 0            | 0            | 1                   | 0                   | 0                   | 0                   | 13       | 0      | 0           | 0          |
| J. Šimić             | 4        | 0       | 0           | 0          | 3            | 0            | 0            | 0            | 1                   | 0                   | 0                   | 0                   | 8        | 0      | 0           | 0          |
| G. Spinelli          | 12       | 3       | 0           | 0          | 2            | 1            | 0            | 0            | 1                   | 0                   | 0                   | 0                   | 15       | 4      | 0           | 0          |
| S. Tamborini         | 7        | 2       | 0           | 0          | 0            | 0            | 0            | 0            | 0                   | 0                   | 0                   | 0                   | 7        | 2      | 0           | 0          |
| L. Tucceri Cimini    | 20       | 1       | 1           | 0          | 5            | 1            | 0            | 0            | 1                   | 0                   | 0                   | 0                   | 26       | 2      | 1           | 0          |
| F. Vitale            | 18       | 0       | 2           | 1          | 5            | 0            | 1            | 0            | 0                   | 0                   | 0                   | 0                   | 23       | 0      | 3           | 1          |